# Анджело Костанцо
Анджело Костанцо (англ. Angelo Costanzo, нар. 9 травня 1976, Аделаїда) — австралійський футболіст італійського походження, що грав на позиції захисника.
Виступав, зокрема, за клуб «Аделаїда Сіті», а також національну збірну Австралії.

## Клубна кар'єра
У дорослому футболі дебютував 1993 року виступами за команду «Солсбері Юнайтед», в якій провів два сезони, взявши участь у 31 матчі чемпіонату Південної Австралії.
Своєю грою за цю команду привернув увагу представників тренерського штабу вищолігового клубу «Аделаїда Сіті», до складу якого приєднався 1995 року. Відіграв за команду з Аделаїди наступні шість сезонів своєї ігрової кар'єри.
Згодом з 2000 по 2004 рік грав у складі іншої команди Національної футбольної ліги «Марконі Сталліонс», а після розформування турніру став виступати у новоствореній А-лізі за новостворений клуб «Аделаїда Юнайтед». У сезоні 2005/06 Анджело виграв з командою регулярний чемпіонат.
У сезоні 2009/10 Костанцо грав за «Ньюкасл Юнайтед Джетс», а завершив ігрову кар'єру у команді «Аделаїда Кобрас», за яку грав у Суперлізі Південної Австралії. По завершенні кар'єри став тренером і працював з нижчоліговими командами.

## Виступи за збірну
28 лютого 2001 року дебютував в офіційних матчах у складі національної збірної Австралії в товариській грі з Колумбією (2:3). 
Наступного року у складі збірної був учасником кубка націй ОФК 2002 року у Новій Зеландії, де зіграв у всіх чотирьох матчах, разом з командою здобувши «срібло». На цьому ж турнірі 8 липня 2002 року Анджело забив свій перший і єдиний гол у грі з Новою Каледонією (11:0), а програний фінальний матч проти Нової Зеландії (0:1) став останнім у кар'єрі Костанцо за збірну.
Всього протягом кар'єри у національній команді, яка тривала 2 роки, провів у її формі 6 матчів, забивши 1 гол.

## Титули і досягнення
- Переможець регулярного чемпіонату А-ліги: 2005/06
- Фіналіст Кубка націй ОФК: 2002